# Gusttavo Lima e Você
Gusttavo Lima e Você é o segundo álbum ao vivo do cantor e compositor  brasileiro Gusttavo Lima, lançado em 2011 pela Som Livre. A gravação aconteceu na cidade de Patos de Minas, no interior de Minas Gerais, cidade em que o cantor se criou, e teve um público de 65 mil pessoas. O show foi gravado no dia 3 de junho de 2011.

## Antecedentes e gravação
No inicio de 2011, em entrevista a um jornal local, o cantor revelou que desejava gravar um DVD na cidade. Ele também informou que já tinha até escolhido o nome para a produção, Gusttavo Lima em Casa. Naquela ocasião, Gusttavo estava com o trabalho bastante adiantado, com sete canções prontas para serem gravadas. Também falou que realizou um sonho de infância, que era subir ao palco principal da Fenamilho. A gravação contou com uma mega estrutura, contando com helicóptero, uma equipe de 267 pessoas, telões e luzes de alta tecnologia. O cantor subiu ao palco do Parque de Exposições da cidade de Patos de Minas, na Festa Nacional do Milho, em 3 de junho, e teve um público de 35 mil pessoas.

## Recepção da crítica
Marcus Vinícius, do portal Terra, deu ao álbum 9 de 10 pontos, dizendo que traz um Gusttavo Lima evidentemente mais maduro, mais profissional e mais consciente de sua importância no atual cenário sertanejo. Ele ainda é o que atinge mais diretamente o público-alvo. Seus arranjos são os mais simples, o que torna as canções mais diretas e facilmente assimiláveis.

## Faixas
O show teve duração de três horas e foram executadas vinte e nove canções, mas apenas vinte e três fizeram parte do álbum, dentre elas seus maiores sucessos e 11 novas canções.
| N.º | Título                             | Compositor(es)                              | Duração |  |
| 1.  | "Cor de Ouro"                      | Gusttavo Lima / Raynner Sousa               | 3:26    |  |
| 2.  | "Balada"                           | Cássio Sampaio                              | 3:21    |  |
| 3.  | "Demais da Conta"                  | Gusttavo Lima / André Medeiros              | 2:32    |  |
| 4.  | "Eu Vou Tentando Te Agarrar"       | Matheus / Kauan / Paulo Cesar               | 3:25    |  |
| 5.  | "Arrasta"                          | Gusttavo Lima / Raynner Sousa               | 2:43    |  |
| 6.  | "Fora do Comum"                    | Gusttavo Lima / Deluka                      | 2:49    |  |
| 7.  | "Refém"                            | Gusttavo Lima                               | 4:09    |  |
| 8.  | "Tornado"                          | Gusttavo Lima / Igor Almeida                | 1:58    |  |
| 9.  | "Calafrio"                         | Gusttavo Lima                               | 1:57    |  |
| 10. | "Inventor dos Amores"              | Gusttavo Lima                               | 3:17    |  |
| 11. | "60 Segundos"                      | Pedro Eduardo                               | 3:11    |  |
| 12. | "Quem Tem Sorte é Sortero"         | Marcos Paulo / Rulian                       | 2:54    |  |
| 13. | "Chora, Chora"                     | Maurício Mello                              | 2:47    |  |
| 14. | "Se Não Quer Me Amar"              | Djobson Voxman                              | 3:09    |  |
| 15. | "O Amor Não Foi Feito Pra Dividir" | Matheus / Kauan                             | 2:50    |  |
| 16. | "Às Vezes Sim, Às Vezes Não"       | Flavinho Tinto / Douglas Mello / Nando Marx | 2:46    |  |
| 17. | "Rosas, Versos e Vinhos"           | Paschoal / Ivan Medeiros                    | 3:46    |  |
| 18. | "Eu Te Achei"                      | Gusttavo Lima / Mateus Liduário             | 3:13    |  |
| 19. | "Eu Vou"                           | Raynner Sousa / D' Stefany Lima / Adrian    | 3:11    |  |
| 20. | "Coração / Revelação"              | Raynner Sousa; Gusttavo Lima                | 3:23    |  |
| 21. | "Caso Consumado"                   | Gusttavo Lima                               | 2:37    |  |
| 22. | "Furacão"                          | Gusttavo Lima / D'Steffany Lima             | 2:27    |  |
| 23. | "Viva Intensamente"                | Matheus / Kauan                             | 3:20    |  |

| DVD |                                                    |         |  |
| N.º | Título                                             | Duração |  |
| 1.  | "Cor de Ouro"                                      | 3:26    |  |
| 2.  | "Coração / Revelação"                              | 3:26    |  |
| 3.  | "Eu Vou Tentando Te Agarrar"                       | 3:23    |  |
| 4.  | "Chora, Chora"                                     | 2:49    |  |
| 5.  | "Se Não Quer Me Amar"                              | 3:09    |  |
| 6.  | "O Amor Não Foi Feito Pra Dividir"                 | 2:50    |  |
| 7.  | "Fora do Comum"                                    | 2:49    |  |
| 8.  | "Arrasta"                                          | 3:10    |  |
| 9.  | "Às Vezes Sim, As Vezes Não"                       | 2:46    |  |
| 10. | "Chega Mais Pra Cá" (part. Humberto & Ronaldo)     | 3:45    |  |
| 11. | "Refém"                                            | 4:11    |  |
| 12. | "Eu Te Achei"                                      | 3:15    |  |
| 13. | "Eu Vou"                                           | 3:09    |  |
| 14. | "Balada"                                           | 3:23    |  |
| 15. | "Demais da Conta"                                  | 2:32    |  |
| 16. | "60 Segundos"                                      | 3:19    |  |
| 17. | "Inventor dos Amores"                              | 3:55    |  |
| 18. | "Tsunami" (part. Willian & Marcelo)                | 3:46    |  |
| 19. | "Tornado"                                          | 1:59    |  |
| 20. | "Calafrio"                                         | 1:58    |  |
| 21. | "Pot-Pourri: Catireiro Safado / Amor de Primavera" | 3:58    |  |
| 22. | "Eu Te Quero Sim"                                  | 3:04    |  |
| 23. | "Pot-Pourri: Alô / Cuida de Mim / Sem Ar"          | 4:27    |  |
| 24. | "Rosas, Versos e Vinhos"                           | 3:46    |  |
| 25. | "Furacão"                                          | 2:28    |  |
| 26. | "Caso Consumado"                                   | 2:43    |  |
| 27. | "Quem Tem Sorte é Sortero"                         | 2:56    |  |
| 28. | "Viva Intensamente"                                | 3:26    |  |
| 29. | "Inventor dos Amores"                              | 5:14    |  |

## Desempenho nas paradas
Na semana que se iniciou em 10 de outubro, o álbum estreou na oitava posição na CD - TOP 20 Semanal ABPD e foi a melhor estreia da semana. Na semana seguinte, o álbum alcançou a sétima posição e foi o maior pico neste chart.
| Tabela musical (2011-2012)         | Melhor posição |
| ---------------------------------- | -------------- |
| Brasil - CD - TOP 20 Semanal ABPD  | 7              |
| Portugal - Portuguese DVD Chart    | 6              |
| Portugal - Portuguese Álbuns Chart | 19             |

### Certificações
| País / Associação | Certificação |
| ----------------- | ------------ |
| Brasil / ABPD     | Platina      |